# Pancerniki typu Ise
Pancerniki typu Ise (伊勢型戦艦 Ise-gata senkan) – seria japońskich pancerników z okresu I i II wojny światowej, składająca się z dwóch jednostek: „Ise” i „Hyūga”. Stanowiły ulepszenie typu Fusō. Po przebudowie podczas II wojny światowej, były to jedyne pancerniki lotnicze na świecie.

## Historia
Dwa pancerniki typu Ise powstały w ramach japońskiego programu rozbudowy marynarki „Flota 8-8”, zakładającego u progu I wojny światowej budowę ośmiu nowoczesnych pancerników i ośmiu krążowników liniowych. Jako pierwsze zbudowano cztery krążowniki liniowe typu Kongō według projektu brytyjskiego. Wzorując się na nich, w Japonii zaprojektowano i zamówiono pierwsze dwa pancerniki typu Fusō, które odróżniały się przede wszystkim lepszym opancerzeniem i uzbrojeniem wzmocnionym z ośmiu do dwunastu dział kalibru 356 mm, umieszczonych w sześciu dwudziałowych wieżach. Kaliber taki w momencie projektowania przewyższał działa pancerników amerykańskich, w których jednak szybko również wprowadzono działa kalibru 356 mm. Początkowo Japończycy zamierzali zamówić dwa następne pancerniki według tego samego projektu, co jeszcze niezbudowane typu Fusō, lecz na skutek doświadczeń płynących z pierwszych okrętów typu Kongō zdecydowali zbudować pancerniki ulepszonego typu. Rozważano na tym etapie różne wstępne projekty okrętów o wypornościach od 27 do 35 tysięcy ton, uzbrojonych w działa kalibrów od 343 do 381 mm w wieżach dwudziałowych lub trzydziałowych, lecz ostatecznie za punkt wyjścia projektu posłużyły pancerniki typu Fusō i ich istniejące już uzbrojenie. Dzięki możliwości zastosowania nowszych kotłów, o mniejszych wymiarach, można było przeprojektować kotłownie i rozmieszczenie uzbrojenia. Główną różnicą stało się zgrupowanie sześciu wież w osi symetrii kadłuba po dwie, umieszczone w superpozycji (w poprzednim typie tak były rozmieszczone cztery wieże na dziobie i rufie, a dwie na śródokręciu były rozdzielone od siebie). Nowe pancerniki były nieco większe i miały dłuższe kadłuby. Dzięki przesunięciu wież dziobowych nieco do przodu, do przodu przesunięto też kotłownie, które zajmowały zwartą grupę przedziałów z umieszczonymi blisko siebie za nadbudówką dziobową dwoma kominami, a za nimi umieszczono dwie środkowe wieże artylerii. Zamieniono też artylerię średnią na nowe nieco lżejsze działa kalibru 140 mm zamiast 152 mm, w większej liczbie (20) i o większym kącie podniesienia luf.
Kontrakty na budowę pancerników „Ise” i „Hyuga” podpisano 11 kwietnia 1913 roku, za łączną kwotę 6 mln jenów. Stępki pod ich budowę położono w 1915 roku, odpowiednio 10 maja w stoczni Kawasaki w Kobe i 23 stycznia w stoczni Mitsubishi w Nagasaki. Zwodowano je 12 listopada 1916 roku i 27 stycznia 1917 roku, a ukończono 15 grudnia 1917 roku i 30 kwietnia 1918 roku.

## Okręty
- „Ise”
- „Hyūga”